# Museo Casa Galimberti
Il Museo Casa Galimberti è un museo di Cuneo facente parte della rete dei musei civici. Situato sul lato ovest di Piazza Galimberti, al secondo piano di palazzo Osasco (piazza Galimberti civ. nº6), espone oggetti, documenti, ricordi della famiglia di Duccio Galimberti, con una ampia biblioteca e varie opere d'arte.

## Storia
Lo studio e l'abitazione privata furono utilizzati prima dall'avvocato Tancredi Galimberti senior e poi dal figlio omonimo detto Duccio, figura di primo piano della Resistenza piemontese. La casa e lo studio che furono della famiglia Galimberti divennero un museo a seguito del lascito testamentario del fratello di Duccio Galimberti, Carlo Enrico, nel 1974.

## Collezione
Il museo espone oggetti, documenti, ricordi della famiglia Galimberti. In particolare contiene una biblioteca di circa 20 000 volumi, riviste ed opuscoli prevalentemente appartenenti all'Ottocento e primi del Novecento d'argomento giuridico, letterario, scientifico ed artistico, opere d'arte di pittori quali Lorenzo Delleani, Giacomo Grosso, Matteo Olivero e scultori come Leonardo Bistolfi ed Henri Godet.